# Adela droseropa
Adela droseropa là một loài bướm đêm thuộc họ Adelidae. Loài này có ở Nam Phi.